# Achaacha
Achaacha (en arabe : عَشْعَاشَة , en berbère : ⵄⴰⵛⵄⴰⵛⴰ) est une commune de la wilaya de Mostaganem en Algérie. Elle formait le dernier îlot berbèrophone en Dahra occidental.

## Toponymie
Le nom "Achaacha" provient du radical berbère Aachouch /aɛcuc/, qui signifie hutte ou bicoque. Ce terme fait référence à une fraction de la tribu berbère zenète " Maghraoua", qui s'était installée sur les rives de l'oued Khemis et vivait dans ces petites habitations construites en paille 

## Géographie

### Localisation
Achaacha se situe sur le Dahra occidental avec Mostaganem à l'ouest et Ténès à l'est se trouvant à peu près à égale distance, 75 à 80 kilomètres.
|        |                   |                 |
| Khadra | Achaacha          | Ouled Boughalem |
|        | Nekmaria Mediouna | Dahra           |

### Localités
en 1984, la commune de Achaacha est constituée à partir des localités suivantes 
- Achaacha centre
- Mimane
- Timitraite
- Ouled Yahya fouaga
- Ouled Mbarek
- Beghadias
- Ouled Taher
- Ouled Attou
- Ouled Ibrahim
- Ouled Hadj Mohamed
- Ouled Yahya tehata
- Kherarza
- Cheraifia
- Jouaitia
- Mehada
- Zerarka
- Merazquia
- Ouled Hadj Belkacem
- Behadja
- Belalda
- Ouled Si Youcef
- Hemaza
- Beni Zerrar
- Ouled Azza
- Zoua
- Ouled Hadj Belfassi
- Mirate
- Hrakites

### Hydrographie
L'oued Kramis appelé aussi l'oued  Khamis est la rivière la plus importante qui accueille un barrage. Les autres rivières présentes sur le territoire de la commune sont l'oued Bezougert et l'oued Roumane.

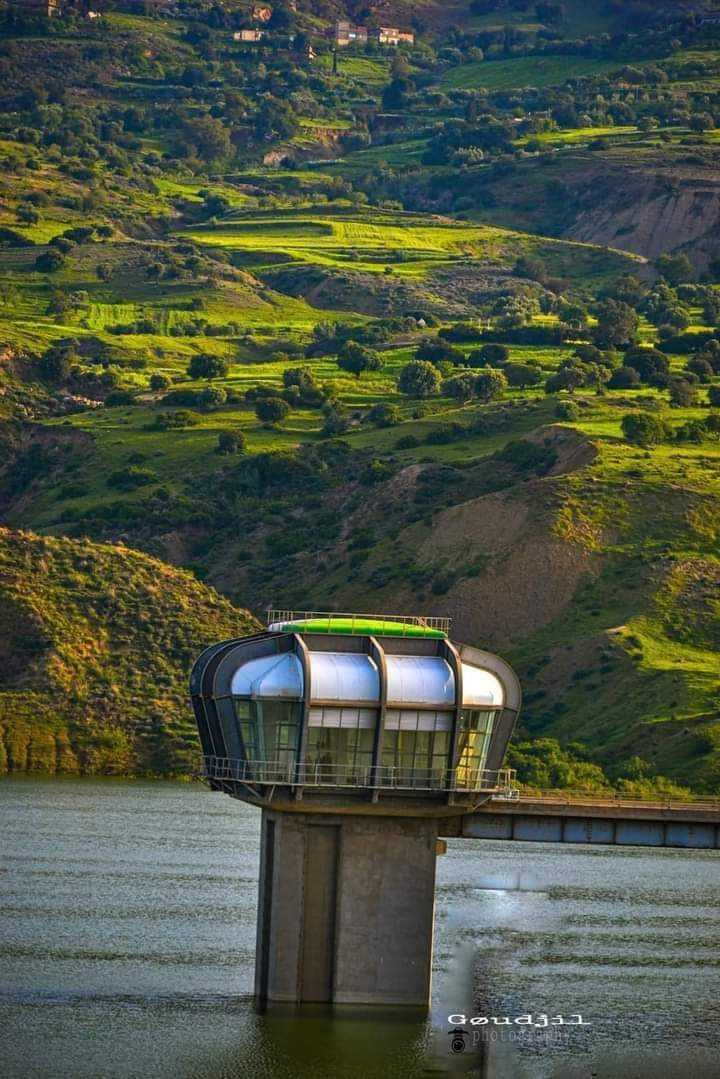
le barrage de Kramis à Achaacha

### Routes
La commune de Achaâcha est desservie par plusieurs routes nationales, notamment la RN11 (Route d'Oran).

## Histoire
Les Achaachas, d'origine berbère zenète faisaient partie de la tribu des Maghraoua, qui incluait également les Zeriffas et d'autres fractions dahraniennes. Bien qu'ils aient adopté la langue arabe tardivement, leur maîtrise de cette langue est restée partielle. Leur installation près de l'Oued-Khemis remonte au VIIe siècle, et depuis lors, ils sont restés indépendants même sous le régime turc.
En 1558, ils participaient à la bataille de Mazagran contre les forces espagnoles, dirigés par leur chef "Sidi Lakhdar Ben Khlouf El-Maghraoui" qui les évoque dans son poème " Kissat Mazaghrane " :
 يا مغراوة أتحزموا للكيد *** منكم خلفت سلاطن و أجواد

Ô Maghraoua armez vous pour la lutte opiniâtre *** de vôtre race sont sortis des sultans et de nobles seigneurs

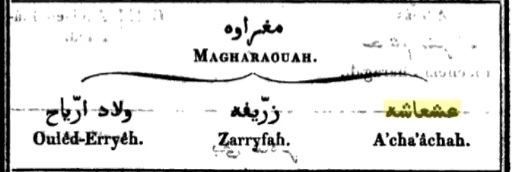
Ramifications des Maghraouas du Dahra en 1835 - Le journal asiatique -

Après le départ des Beys, les Maghraouas choisirent Mazouna comme capitale, ou résidait leur caïd, qui avait sous ses ordres les Achaachas, Ouled Riah, Ouled Khelouf et Beni Zentis 
Pendant la conquête de l'Algérie par la France, Les Achaachas furent impliqués dans les enfumades du Dahra en 1845, des populations civiles des Ouled Riah réfugiées dans des grottes entre Nekmaria et Achaacha, furent asphyxiées, la soumission définitive des Achaachas eut lieu en 1852 .
La langue berbère connu sous le nom de Chelha localement y était encore parlée par les vieillards jusqu'au fin XXe siècle.

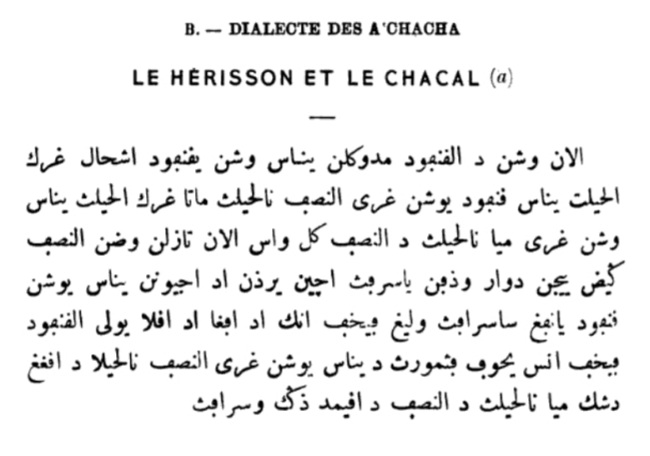
Texte en Chelha de Achaacha recueilli par René Basset en 1895 à Renault

En 1895, l'ethnologue René Basset fait un voyage à Achaacha et Zerrifa dans la région du Dahra, où il étudia le dialecte zenète, encore utilisé par les personnes âgées chez les fractions des Beghadias, des Ouled Boughalem   et des Ouled Belazereg. Toutefois, en 1913, lors d'une nouvelle enquête sur la dispersion de la langue berbère menée par Edmond Doutté et Émile Félix Gautier la Chelha  de Achaacha était complètement éteinte un seul vieillard interrogé nommé Zerkane Kaddour Ben Mohammed a retenu quelques mots et expressions de ce langage mais il ne pouvait plus tenir une conversation complète.

## Démographie
Selon le recensement général de la population et de l'habitat de 2008, la population de la commune de Achaacha est évaluée à 34 789 habitants contre 31 360 en 1998.

## Administration
Liste des présidents successifs de l'Assemblée populaire communale :
- Noureddine Bouchafa
- Benselama Djamel-Eddine

## Économie

### Tourisme
Achaacha recèle un potentiel touristique impressionnant. La nature a doté ces territoires d’une beauté paradisiaque. Les 40km de rivage méditerranéen sont sublimes. Achaacha peut s’enorgueillir d’avoir des plages féériques comme Kherbatt et Bahara à Ouled Boughalem, Sidi Abdelkader et kaf El Kadous à Achaacha et Sidi El Adjel à Khadra 

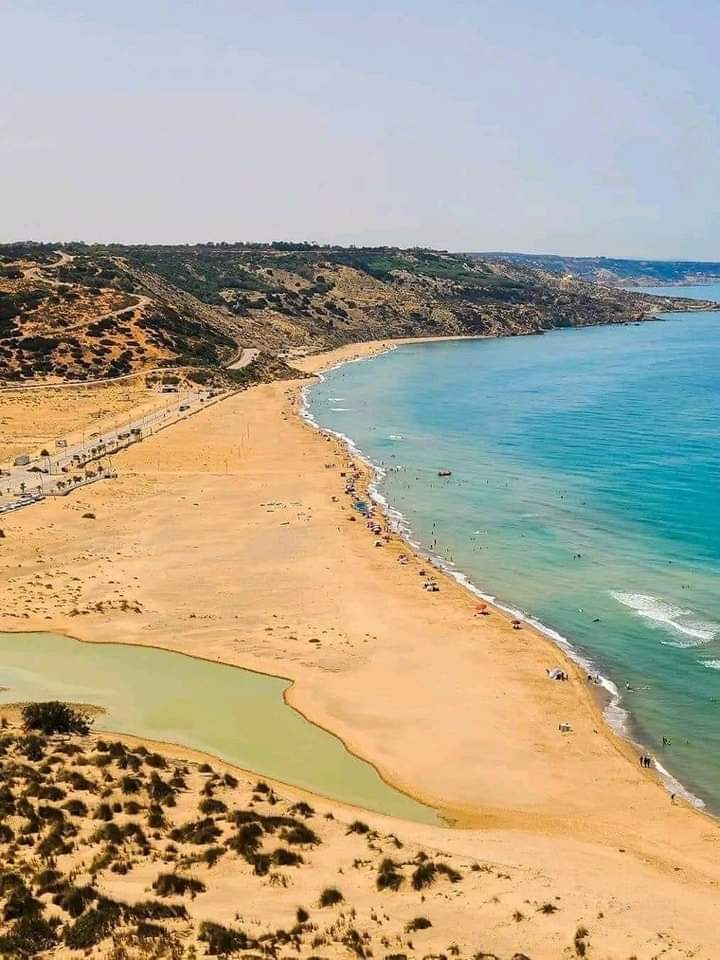
plage de Sidi Abdelkader à Achaacha